# Vanault-les-Dames
Vanault-les-Dames är en kommun i departementet Marne i regionen Grand Est (tidigare regionen Champagne-Ardenne) i nordöstra Frankrike. Kommunen ligger i kantonen Heiltz-le-Maurupt som tillhör arrondissementet Vitry-le-François. År 2022 hade Vanault-les-Dames 369 invånare.

## Befolkningsutveckling
Antalet invånare i kommunen Vanault-les-Dames
| Referens: INSEE |